# Camila Ramírez
María Camila Ramírez Aviaga (Minas, Lavalleja, 2 de julio de 1989) es una política uruguaya, perteneciente al Partido Nacional.

## Biografía
Hija de la enfermera y política Carol Aviaga, tiene un hermano menor llamado Rodrigo. A la edad un año y cuatro meses dejó de oír a causa de un antibiótico.
Fue alumna de la escuela número 2, José Pedro Varela, y del Colegio Integral en Minas. Estudió en el liceo público Nro. 32. Activista de los Movimientos Estamos en Todos en Acción (META) y de Antimegaminera.
Pertenece al Partido Nacional, sector Aire Fresco Accesible 413 e integra la lista 404. 
Fue elegida como diputada suplente en el Parlamento uruguayo en 2015, pero no llegó a asumir como titular. 
Trabaja en el Programa Nacional de Discapacidad (PRONADIS) y es instructora de lengua de señas uruguaya.
Fue la primera edila sorda del Departamento de Lavalleja.